# Sebagena canalalis
Sebagena canalalis är en fjärilsart som beskrevs av William Schaus 1938. Sebagena canalalis ingår i släktet Sebagena och familjen trågspinnare. Inga underarter finns listade.